# Komboassi (Manni)
Pour les articles homonymes, voir Komboassi.
Komboassi est une commune rurale située dans le département de Manni de la province de la Gnagna dans la région de l'Est au Burkina Faso.

## Santé et éducation
Le centre de soins le plus proche de Komboassi est le centre médical de Manni.